# Триэтилсурьма
Триэтилсурьма — элементоорганическое соединение, алкилпроизводное сурьмы с формулой Sb(C2H5)3, бесцветная жидкость, плохо растворяется в воде, окисляется на воздухе с самовоспламенением.

## Получение
- Взаимодействие антимонида калия с иодистым этилом:

{\displaystyle {\mathsf {K_{3}Sb+3C_{2}H_{5}I\ {\xrightarrow {}}\ Sb(C_{2}H_{5})_{3}+KI}}}
- Действие реактива Гриньяра на хлорид сурьмы(III):

{\displaystyle {\mathsf {2SbCl_{3}+6C_{2}H_{5}MgBr\ {\xrightarrow {}}\ 2Sb(C_{2}H_{5})_{3}+3MgCl_{2}+3MgBr_{2}}}}
- Восстановление цинком дибромида триэтилсурьмы:

{\displaystyle {\mathsf {Sb(C_{2}H_{5})_{3}Br_{2}+Zn\ {\xrightarrow {}}\ Sb(C_{2}H_{5})_{3}+ZnBr_{2}}}}

## Физические свойства
Триэтилсурьма — бесцветная жидкость, не растворимая в воде, растворяется в бензоле.

## Химические свойства
- Окисляется кислородом воздуха с самовоспламенением:

{\displaystyle {\mathsf {2Sb(C_{2}H_{5})_{3}+O_{2}\ {\xrightarrow {}}\ 2Sb(C_{2}H_{5})_{3}O}}}
- Реагирует с галогенами:

{\displaystyle {\mathsf {Sb(C_{2}H_{5})_{3}+Cl_{2}\ {\xrightarrow {}}\ Sb(C_{2}H_{5})_{3}Cl_{2}}}}
- и алкилгалогенами:

{\displaystyle {\mathsf {Sb(C_{2}H_{5})_{3}+C_{2}H_{5}I\ {\xrightarrow {}}\ Sb(C_{2}H_{5})_{4}I}}}